# Kirke Hyllinge
Kirke Hyllinge – miasteczko w Danii w gminie Lejre. Miejscowość liczy 1 978 mieszkańców (2009). 

## Historia
Osada powstała w XIII w. jako Hyulwinge. Od XIV w. znana jako Hwilwingæ syndræ. Od 1800 r. nosi obecną nazwę. W 1935 r. powstała tutaj biblioteka, a w 1940 r. szkoła podstawowa i szkoła techniczna. Dawniej miejscowość posiadała połączenie kolejowe, później zlikwidowane. Pamiątką po nim są dawne zabudowania dworcowe. Kirke Hyllinge posiada zwartą zabudowę, pomimo pierwotnego wiejskiego charakteru miejscowości. W 1955 r. mieszkało tutaj 367 osób w 121 zabudowaniach. 
Kirke Hyllinge posiada regularne połączenie autobusowe z Roskilde. Do 2007 r. miejscowość należała do gminy Bramsnæs.

## Atrakcje turystyczne
- Kościół - z XII w., pierwotnie romański. Nawa i apsyda gotyckie z XIV w. Przebudowany w XVIII w. po zawaleniu się obu wież, co doprowadziło do śmierci 5 osób[3]. W świątyni zachowały się fragmenty fresków z ok. 1175 r., romańska chrzcielnica z granitu, ołtarz z ok. 1630 r. oraz inwentarz ruchomy z XVIII w., a także trzy epitafia z XVII i XVIII w. W świątyni znajduje się również tablica pamiątkowa z 1920 r. ku czci żołnierzy duńskich z parafii Kirke Hyllinge, którzy oddali swe życie w obronie kraju podczas inwazji pruskiej w 1848 i 1864 r.